# Monster Beach
 (août 2023).
Si vous disposez d'ouvrages ou d'articles de référence ou si vous connaissez des sites web de qualité traitant du thème abordé ici, merci de compléter l'article en donnant les références utiles à sa vérifiabilité et en les liant à la section « Notes et références ».
Monster Beach est une série télévisée d'animation australienne en 48 épisodes de 11 minutes, créée par Pierre Cabissole et Sylvain Dos Santos et diffusée depuis le 11 avril 2020 sur Cartoon Network.
En France, la série a été diffusée à partir du 26 avril 2021 sur Cartoon Network.

## Synopsis
Jan et Dean passent leurs vacances chez leur oncle Woody sur une île pas comme les autres. Surf et aventures rythment leurs journées, en compagnie de leurs amis monstres en tout genre.

## Distribution

### Voix françaises
- Ludivine Deworst : Jan
- Sérine Seyad : Dean
- Marc Weiss : Mutt
- Michel Hinderyckx : Dr. Knutt
- Nathalie Hons : Mad Madge
- Sébastien Hébrant : Brainfreeze
- Sandrine Henry : Widget
- Erwin Grunspan : Lost Patrol
- Version française :
  - Société de doublage : SDI Media Belgium
  - Direction artistique : Michel Bodart
  - Adaptation des dialogues : Alix Melis, Géraldine Godiet et Jennifer Grossi

## Production
Il s'agit d'une série adaptée du film Monster Beach, sorti en 2014

### Fiche technique
- Titre français : Monster Beach
- Création : Bruce Kane, Maurice Argiro, Patrick Crawley
- Réalisation : Patrick Crawley
- Scénario : Brady Klosterman
- Direction artistique : Rick Sweden et Ashleigh Beevers
- Montage : Ken Hardie
- Musique : Fabien Nataf
- Production : Pierre Sissman, Julien Bagnol-Roy et Sylvain Dos Santos
- Sociétés de production : Bogan Entertainment Solutions et Fragrant Gumtree Entertainment
- Sociétés de distribution : Warner Bros. Television
- Pays d'origine :  Australie
- Langue originale : anglais
- Format : couleur - HDTV - 16/9 - Dolby Digital 5.1
- Genre : Série d'animation, Aventure, Comédie
- Nombre de saisons : 1
- Nombre d'épisodes : 52
- Durée : 11 minutes
- Dates de première diffusion :
  - Australie : 11 avril 2020
  - France : 26 avril 2021

## Épisodes
1. Widget perd la tête
2. Les voyous du lagon
3. La nation des termites
4. Goules vibrations
5. titre français inconnu
6. Chasseurs de trésor
7. C'est la guerre
8. Gentiment fou
9. Une odeur nauséabonde
10. La coloc de l'enfer
11. Une lampe à la mer
12. Poisse en haute mer
13. Surfer sur la lave
14. Docteur BFF
15. Méchante grève
16. La collerette de l'espace
17. Dingo taxe à gogo
18. Frayeurs ! Caméra ! Action !
19. La créature des marais
20. Trois monstres et un tiki
21. Les jeux de l'ennui
22. titre français inconnu
23. Loup gare où
24. titre français inconnu
25. titre français inconnu
26. Le teddy de Teddles
27. titre français inconnu
28. titre français inconnu
29. titre français inconnu
30. Butter-Dingo
31. titre français inconnu
32. titre français inconnu
33. titre français inconnu
34. À court de shorts
35. titre français inconnu
36. titre français inconnu
37. titre français inconnu
38. titre français inconnu
39. titre français inconnu
40. titre français inconnu
41. titre français inconnu
42. titre français inconnu
43. titre français inconnu
44. titre français inconnu
45. titre français inconnu
46. titre français inconnu
47. titre français inconnu
48. titre français inconnu